# Jorge Santos (homme politique)
Jorge Pedro Maurício dos Santos, né le 15 mars 1962, est un homme politique cap-verdien et président de l'Assemblée nationale cap-verdienne de 2016 à 2021.

## Biographie
Ingénieur de formation, Jorge Santos est membre du Mouvement pour la démocratie, parti dont il a été le président de 2006 à 2010. Il a d’abord été maire de Ribeira Grande de Santiago de 1991 à 2006, ainsi que député de 1991 à 1996. Il est ensuite vice-président de l’Assemblée nationale de 2006 à 2011 avant d’en prendre la présidence, cinq ans plus tard, le 20 avril 2016.